# کارینا لی
کارینا لی (انگلیسی: Kareena Lee؛ زادهٔ ۱۶ دسامبر ۱۹۹۳) شناگر اهل استرالیا است.
وی در مسابقات کشوری و بین‌المللی در مجموع برندهٔ ۱ مدال برنز شده‌است.